# 晋昌郡 (山西)
晋昌郡，中国西晋时设置的郡。
晋惠帝元康年间改新兴郡置晋昌郡，治所在九原县（今山西省忻州市）。辖境相当今山西省忻州、五台、定襄、盂县等市县地，属并州。晋昌郡领县九原、定襄、云中、广牧、晋昌。 寻复名新兴郡。